# NGC 2988
NGC 2988 este o galaxie spirală situată în constelația Leul. A fost descoperită în 19 februarie 1855 de către William Parsons, 3rd Earl of Rosse⁠(d).